# Matrah
Matrah (arabsky مطرح‎) je město v Ománu, v guvernorátu Maskat, poblíž hlavního města Maskat. Před objevením ropy byla Matra centrem ománského obchodu a je jím i v současné době, jakožto jeden z největších přístavů ve své oblasti. V Matrahu se nachází tržiště. Při sčítání lidu v roce 2003 byl počet obyvatel 154 316. 